# José Pineda
José Benigno Pineda Fernandez, né le 25 mars 1971, est un arbitre hondurien de football.

## Carrière
Il a officié dans des compétitions majeures : 
- Coupe du monde de football des moins de 20 ans 2001 (2 matchs)
- Gold Cup 2002 (2 matchs)
- Gold Cup 2003 (1 match)
- Coupe des champions de la CONCACAF 2004 (finale retour)
- Gold Cup 2005 (1 match)
- Coupe des champions de la CONCACAF 2006 (finale aller)
- Gold Cup 2007 (2 matchs)
- Gold Cup 2009 (2 matchs)